# Roger Carter
Roger W. Carter (1934 – Wirral, 21 febbraio 2022) è stato un matematico statunitense, docente dell'Università di Warwick.
Allievo di Philip Hall, ha dato un importante contributo alla teoria dei gruppi studiando le proprietà dei sottogruppi nilpotenti autonormalizzanti di un gruppo, che da lui hanno preso il nome di sottogruppi di Carter. Ha conseguito il PhD nel 1960 discutendo una tesi dal titolo Some Contributions to the Theory of Finite Soluble Groups.

## Pubblicazioni
- R.W. Carter, Nilpotent self normalizing subgroups of soluble groups  Math. Z. , 75 : 2  (1961)  pp. 136–139
- Simple Groups of Lie Type by Roger W. Carter, ISBN 0-471-50683-4
- Lie Algebras of Finite and Affine Type (Cambridge Studies in Advanced Mathematics) by Roger Carter, ISBN 0-521-85138-6
- Roger W. Carter, Finite Groups of Lie Type: Conjugacy Classes and Complex Characters, Wiley Classics Library, Chichester, Wiley, 1993, ISBN 978-0-471-94109-5.